# گمینا بابیاک
گمینا بابیاک (به لهستانی:  Gmina Babiak) یک گمینا در لهستان است که در شهرستان کووو واقع شده‌است. گمینا بابیاک ۱۳۳٫۵۸ کیلومتر مربع مساحت و ۷٬۹۲۰ نفر جمعیت دارد.